# Colaspis purpurala
Colaspis purpurala es un coleóptero de la familia Chrysomelidae.
Fue descrita científicamente en 1978 por Blake.